# Grupul Statelor împotriva Corupției

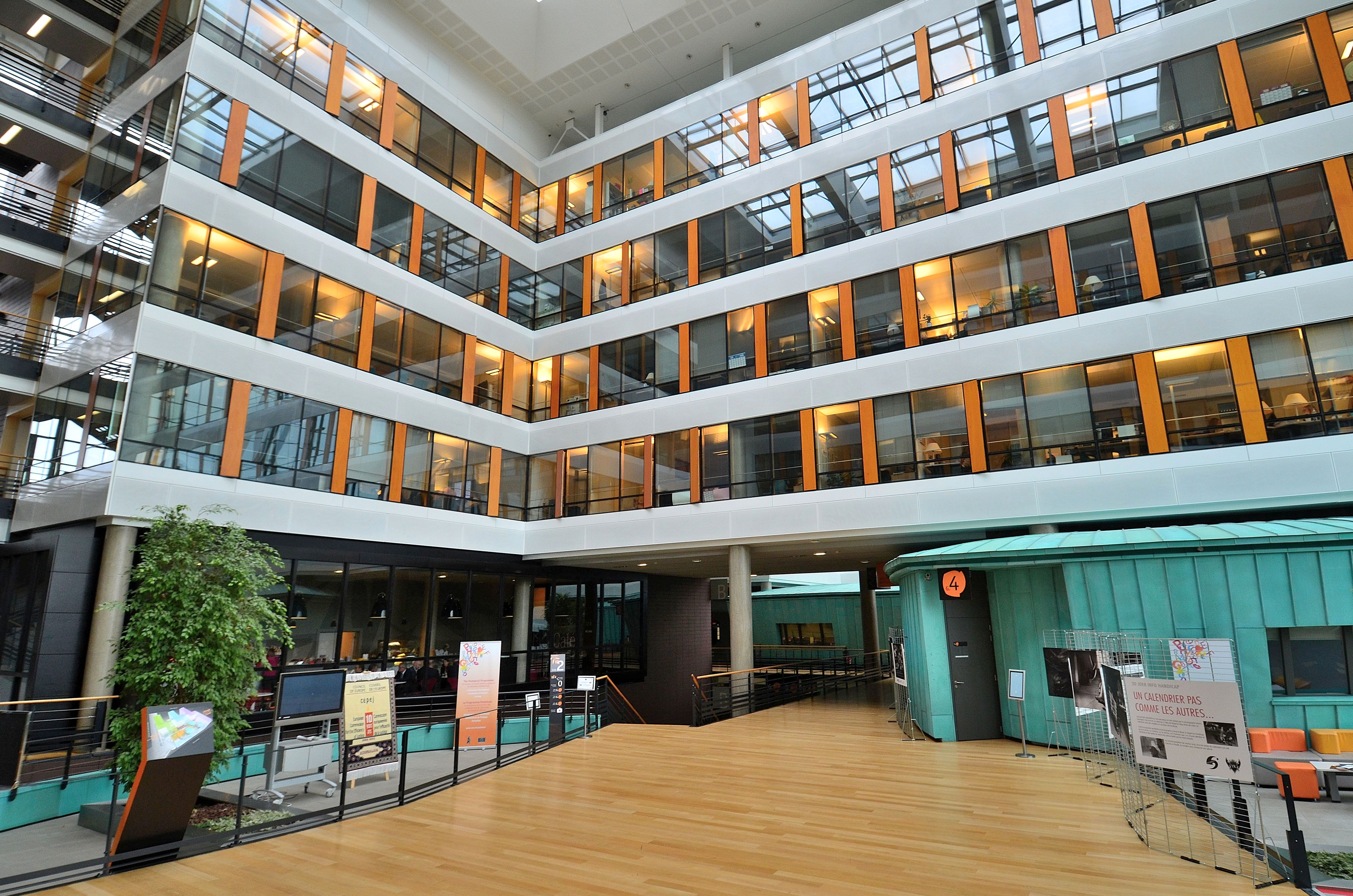

Grupul Statelor împotriva Corupției (franceză Groupe d'États contre la corruption, GRECO), organism al Consiliului Europei, a fost înființat în anul 1999 pentru ameliorarea capacității statelor membre de a lupta contra corupției. 
GRECO, care este, de asemenea, deschisă pentru statele non-europene, are în prezent 49 de membri (48 de state europene și Statele Unite ale Americii). Începând cu august 2010, toți membrii ai Consiliul Europei au fost membri ai GRECO. Calitatea de membru GRECO nu este limitată la statele membre ale Consiliului Europei, orice stat care a luat parte la elaborarea prezentului acord parțial lărgit, se poate alătura notificând secretarului general al Consiliului Europei. În plus, orice stat care are devine parte la instrumentele juridice internaționale, adoptate de Comitetul Miniștrilor Consiliului Europei în aplicarea Programului de acțiune împotriva corupției devin automat membri ai GRECO.

## Scop
Obiectivul GRECO este de a îmbunătăți capacitatea membrilor săi de a lupta împotriva corupției prin monitorizarea respectării standardelor anticorupție ale Consiliului Europei printr-un proces dinamic de evaluare și presiune reciproce. Ajută la identificarea deficiențelor în politicile naționale anticorupție, în scopul de a provoca reformele legislative, instituționale și practice necesare. GRECO nu are mandat să măsoare apariția unor practici corupte în statele sale membre individuale. Alte organizații/organisme sunt mai bine pregătite pentru a rezolva această problemă importantă. Un exemplu foarte cunoscut este Transparency International (TI), care emite anual un indice de percepție a corupției (CPI) - clasificând peste 150 de țări în funcție de nivelurile percepute de corupție, determinate de evaluări ale experților și sondaje de opinie și de alte rapoarte specializate, cum ar fi Barometrul Global al Corupției și Indicele plătitorilor de mită.

## Puncte forte ale procesului GRECO
Experiența acumulată în legătură cu procesul GRECO sugerează că, în mod ideal, evaluările ar trebui să aibă un domeniu limitat, luând decizii clare cu privire la relevanța anumitor subiecte și subiecte; întrebările cheie trebuie să fie atent formulate. Evaluările ar trebui să se bazeze, de asemenea, pe standarde clare și identificabile.
Una dintre cele mai importante lecții învățate de GRECO, pe parcursul anilor de funcționare, este că colectarea informațiilor în timpul vizitelor de evaluare la fața locului contribuie semnificativ la calitatea evaluărilor. Vizitele la fața locului reprezintă un atu important pentru credibilitatea întregului proces prin faptul că acestea permit echipelor de evaluare să susțină discuții temeinice cu actorii locali (inclusiv reprezentanți ai societății civile), să solicite informații suplimentare la fața locului.

## Legături externe
- Round I Questionnaire
- Round II Questionnaire
- Round III Questionnaire
- Round IV Questionnaire
- First GRECO Report
- Second GRECO Report
- Third GRECO Report
- Fourth GRECO Report